# Sandkornlöpare
Sandkornlöpare (Amara equestris) är en skalbaggsart som först beskrevs av Caspar Erasmus Duftschmid 1812.  Sandkornlöpare ingår i släktet Amara, och familjen jordlöpare. Arten är reproducerande i Sverige.

## Bildgalleri

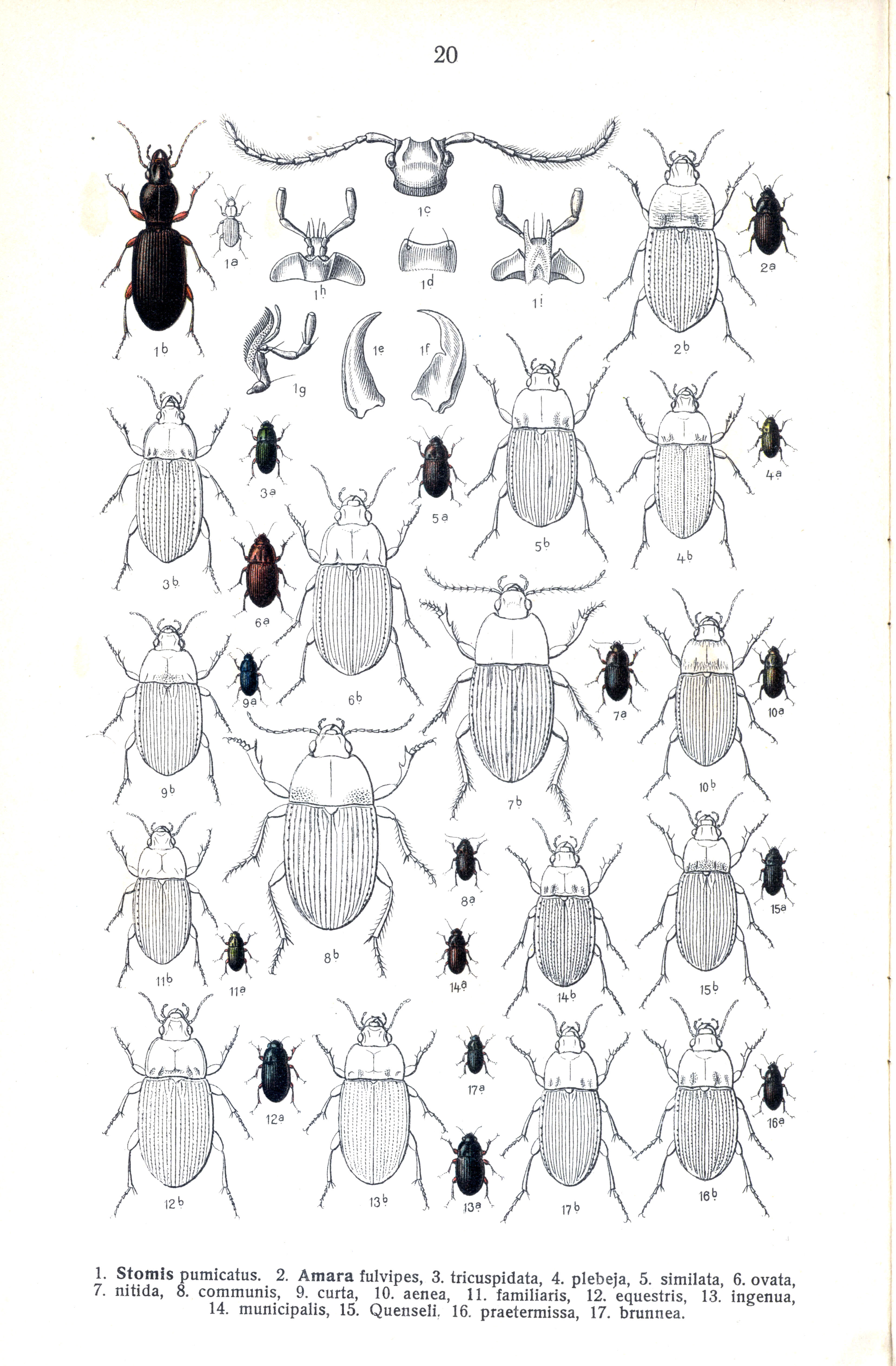
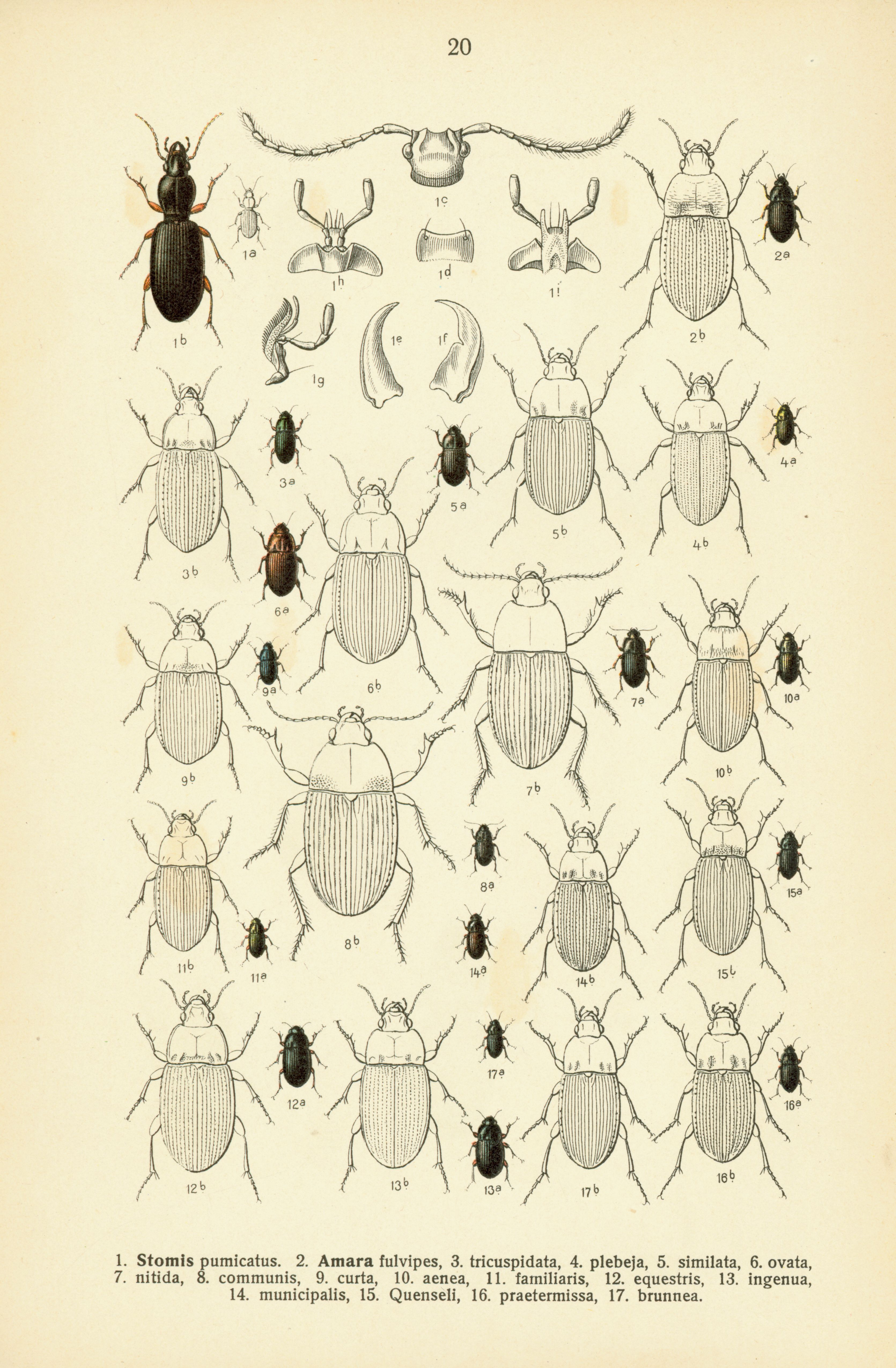